# Komki-Ipala
Pour les articles homonymes, voir Ipala.
Komki-Ipala est une commune rurale et le chef-lieu du département de Komki-Ipala situé dans la province du Kadiogo de la région Centre au Burkina Faso.

## Personnalités liées
- Yéro Boly (1954-), homme politique né à Komki-Ipala